# Nazario Sauro (Schiff)
Die Nazario Sauro war ein italienisches Fracht- und Passagierschiff, dessen Wrack seit der Selbstversenkung am 6. April 1941 vor der eritreischen Insel Dahlak Kebir liegt.

## Geschichte
Die Nazario Sauro, nach Nazario Sauro benannt, war zunächst als Frachter konzipiert, wurde jedoch schon während des Schiffsbaus umgestaltet und hatte, als sie in Betrieb genommen wurde, 80 Kabinen in der Ersten Klasse, 48 in der Zweiten Klasse und Platz für 1109 Passagiere in der Dritten Klasse. Sie wurde anfangs von zwei Dampfmaschinen angetrieben, erhielt aber später vier Dieselmotoren, die ebenfalls bei G. Ansaldo & Comp. gebaut wurden. Damit erreichte sie eine Geschwindigkeit von 16 Knoten. Am 1. Februar 1924 wurde sie von der Società Transatlantica Italiana in Betrieb genommen. Damals waren ihre zwei Schornsteine noch in Rot und Schwarz gehalten und mit weißen Sternen verziert.
Schon 1927 konnte die Nazario Sauro nicht mehr mit den schnelleren Schiffen auf den Transatlantiklinien konkurrieren. Sie wurde für sieben Jahre aufgelegt.
1935 ging das Schiff in den Besitz der Reederei Tirrenia über; die Schornsteine wurden nun schwarz und weiß gestrichen und das Schiff diente als Truppentransporter zwischen Italien und dessen Kolonien im heutigen Somalia und Eritrea. Zu diesem Zweck wurden die Plätze in der Dritten Klasse reduziert. Zwei Jahre später, am 1. Januar 1937, übernahm der Lloyd Triestino die Nazario Sauro und veränderte das Aussehen des Schiffes wiederum; die Schornsteine wurden nun durchgehend gelb gestrichen. Die Nazario Sauro verkehrte weiterhin zwischen Italien und Ostafrika.
Italien trat im Jahr 1940 in den Zweiten Weltkrieg ein. Damals befanden sich zahlreiche italienische Schiffe in den Häfen und Buchten Italienisch-Ostafrikas, darunter auch die Nazario Sauro. Sie wurde im Roten Meer abgefangen und bis April 1941 in Massawa aufgelegt.
Als sich die Eroberung durch die Briten abzeichnete, erging der Befehl, sämtliche Schiffe selbst zu versenken, um sie nicht in die Hände der Feinde fallen zu lassen. 25 Frachter, Truppentransporter und Tanker sowie 33 kleinere Versorgungsschiffe waren davon betroffen.
Die Nazario Sauro gehörte zu diesen Opfern der Selbstversenkung. Sie wurde zum Dahlak-Archipel verlegt und dort versenkt. Im Gegensatz zu vielen anderen italienischen Schiffen in diesem Gebiet wurde sie nicht von den Briten gehoben und weiterverwendet. Dieses Schicksal teilte sie unter anderem mit der Giove, die bis heute nicht gefunden wurde, und mit der Urania, deren Rumpf zum Teil aus dem Wasser ragt. Dass die Nazario Sauro relativ lange weder gesucht noch gefunden wurde, lag wohl mit an der Fehlinformation Italiens, das Schiff sei von den Briten übernommen worden. Zur Verwirrung um den Verbleib des Wracks dürfte auch die Tatsache beigetragen haben, dass wenige Tage vor der Selbstversenkung der Nazario Sauro ein italienischer Zerstörer, der denselben Namen trug, von den Briten bombardiert und am Tag der Eroberung von Asmara versenkt wurde.
Erst in den 1950er Jahren entdeckte Jacques-Yves Cousteau das Wrack der Nazario Sauro in der Nähe des Dahlak-Archipels an der Position 10° 39′ 46″ N, 40° 0′ 29″ O. Allerdings konnte die Besatzung der Calypso das Schiff damals nicht identifizieren. Sie gab dem von weißen Peitschenkorallen überwachsenen Wrack den Namen „das weißhaarige Wrack“. 1995 unternahm ein italienisches Forschungsteam, dem Andrea Ghisotti angehörte, eine Expedition zu dem Wrack.
Die Überreste der Nazario Sauro stehen in einer Tiefe von 39 Metern aufrecht auf dem Meeresgrund; die Spitze des hinteren Mastes befindet sich etwa 5 Meter unter der Wasseroberfläche. Die Schiffsschrauben sind nicht mehr vorhanden, ansonsten ist das Wrack weitgehend intakt und ungeplündert.